# Watronville
 Watronville  es una población y comuna francesa, en la región de Lorena, departamento de Mosa, en el distrito de Verdún y cantón de Fresnes-en-Woëvre.

## Demografía
| 133 | 134 | 104 | 101 | 112 | 103 |
| Para los censos de 1962 a 1999 la población legal corresponde a la población sin duplicidades (Fuente: INSEE [Consultar]) |     |     |     |     |     |